# Riva
|  | Denne artikel omhandler popgruppen Riva. For at se artiklerne om byen Riva ved Gardasøen, se Riva del Garda. |
Riva var en kroatisk popgruppe, der blev kendt i Europa i 1989 da de vandt Eurovision Song Contest for det daværende Jugoslavien med sangen "Rock Me".